# Planeur radiocommandé
 (juin 2019).
Si vous disposez d'ouvrages ou d'articles de référence ou si vous connaissez des sites web de qualité traitant du thème abordé ici, merci de compléter l'article en donnant les références utiles à sa vérifiabilité et en les liant à la section « Notes et références ».

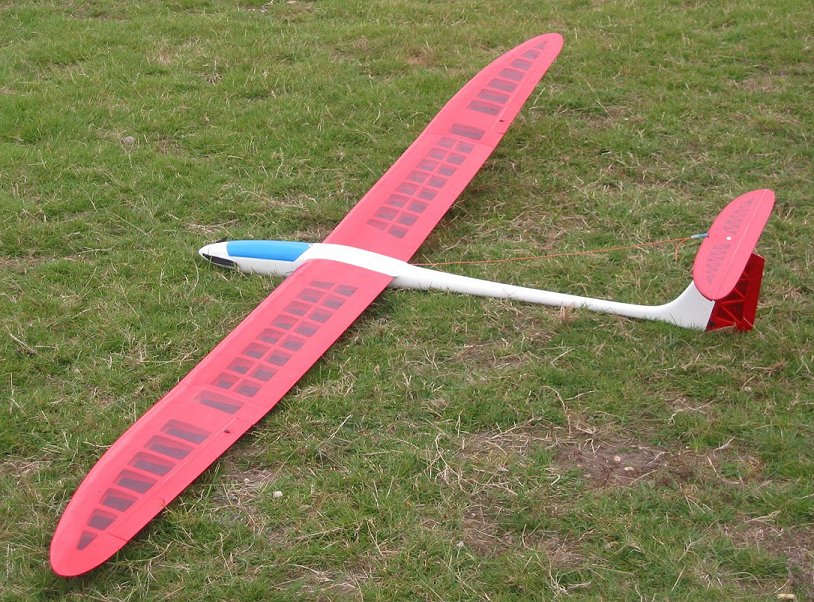
Planeur au sol.

Un planeur radiocommandé est un modèle réduit de planeur, télécommandé depuis le sol.
Un planeur est un aérodyne dépourvu de moteur. La pratique du planeur est le vol à voile. Il s'agit d'un aéronef muni de plans sustentateurs à allongement importants lui conférant un angle de plané très faible. Son pilotage s'effectue en maitrisant les trois axes de roulis, tangage et lacet. Les planeurs peuvent être mis en l'air de quatre façons différentes. La plus répandue est le remorquage par un avion dit remorqueur, en le lançant à la main (pour les planeurs lancés main), la troisième moins fréquente est le treuil et enfin plus rarement, par ses propres moyens grâce à un moteur soit fixe soit (le plus souvent) escamotable. Ces derniers sont des motoplaneurs. Une action sur la télécommande permet d'éteindre le moteur une fois en altitude, voire de le relancer.
Les planeurs radiocommandés mesurent jusqu'à plus de 11 mètres d'envergure.
L'utilisation des ascendances, thermiques ou dynamiques, permet de conserver une altitude suffisante.
Ils sont réalisés en utilisant une large gamme de matériaux qui vont du balsa aux matériaux composites, le matériau étant choisi en fonction de l'utilisation souhaitée (Voir les techniques de construction en aéromodélisme).

## Éléments constitutifs principaux
On distingue trois parties essentielles :
- La voilure :
Sa fonction est d'assurer la portance de la machine.
 Elle est constituée de deux ailes aussi appelées plumes qui assurent la portance. Celles-ci peuvent posséder à leurs extrémités, sur le bord de fuite (partie arrière de l'aile), des ailerons d'inclinaison qui contrôlent l'axe de roulis.
Chaque aile peut être équipée d'aérofreins qui sont des dispositifs dont la fonction est d'augmenter le taux de chute de la machine. Les modèles les plus performants disposent aussi de volets de courbure, appelés parfois dispositifs hypersustentateurs, dont la fonction est d'augmenter la portance à basse vitesse et de diminuer la traînée dans les hautes vitesses.
- Le fuselage :
Sa fonction est d'abriter les accessoires, et sa liaison avec les empennages et la voilure assure la maîtrise des trois axes : lacet, roulis, tangage.
- Les empennages :
Leur fonction est d'assurer le contrôle des axes de tangage et de lacet, et, pour l'empennage horizontal la stabilité de vol. Ils sont constitués, de nos jours, de plans verticaux et horizontaux en « T » qui portent les gouvernes de direction (gouvernail) et de profondeur aussi appelé stabilisateur. En modélisme les empennages peuvent aussi être disposés en croix et en « V », .

## Motoplaneurs

### Motoplaneurs à hélice fixe
Les motoplaneurs avec hélice fixe ou à pas variable sont généralement classés comme des motoplaneurs de classe tourisme (Touring Motor Gliders (TMG)). Les TMG peuvent décoller et naviguer comme un avion et voler comme un planeur, moteur coupé. Ils sont équipés de moteurs à l'avant, semblables aux petits avions. La grande envergure des motoplaneurs apporte des performances moyennes en mode planeur, plus mauvaise que des planeurs conventionnels, mais les motoplaneurs sont plus efficaces que les avions légers conventionnels.
Un motoplaneur doit pouvoir décoller de manière autonome car il n'est pas équipé de crochet pour permettre leur décollage via un remorqueur ou un treuil comme un planeur conventionnel. La configuration du train d'atterrissage sur les motoplaneurs est classique. Certains motoplaneurs n'ont qu'une roue principale et des roues auxiliaires pour le roulage.
À cause de l'augmentation de la trainée due à l'hélice arrêtée et à la configuration du train d'atterrissage, les motoplaneurs sont rarement utilisés en compétition.

### Planeurs autonomes (propulsion escamotable)
Le propulseur escamotable est habituellement monté sur un mât qui pivote vers le haut et sort du fuselage, à l'arrière de la cabine et de la fixation des ailes. Le fuselage a des trappes de compartiment de moteur qui s'ouvre et se ferme automatiquement, semblable aux trappes de train d'atterrissage. Le moteur peut être positionné sur ou en bas du pylône. De nouvelles conceptions ont fixé le moteur dans le fuselage, seule l'hélice, montée sur un pylône ou en point avant du planeur, est mobile pour réduire le bruit et la traînée.
À la différence des TMG, la plupart des planeurs autonomes sont également équipés de crochets de remorquage et de treuillage. Ils ont un train d'atterrissage comme les planeurs conventionnels, mais en plus ils ont de petites roues à chaque bouts d'ailes pour permettre le roulage au sol. Les moteurs deux temps généralement utilisés ne sont pas adaptés à un fonctionnement à puissance réduite pour le vol de croisière. À la place on utilise un vol en dauphin, c’est-à-dire une montée avec le moteur et ensuite une finesse maximale en mode planeur.
Les planeurs autonomes décollent comme les planeurs conventionnels. Une fois en l'air ils peuvent couper la propulsion ou la redémarrer pour reprendre de l'altitude.
L'hélice peut être d'une conception rigide à 2 pales, ou peut avoir plus de deux pales qui se plient en forme de corolle dans le fuselage après l'arrêt du système de propulsion.

## Catégories
En modélisme il existe différentes catégories de planeurs: 
- Les planeurs de début, d'une envergure autour des deux mètres, ils peuvent être en mousse comme le polystyrène expansé ou extrudé ou le polypropylène expansé, ou en balsa. Ils sont rarement en fibre composite en raison de leur coût assez élevé. Ils se pilotent en deux axes ou trois axes.
- Les lancés main qui dépassent rarement 1,50 m d'envergure. Ces modèles de planeur sont les plus simples à faire décoller. En effet, suivant le design de l'engin et les conditions météorologiques au décollage, le pilote n'aura qu'à lancer doucement le modèle dans le vent, avec un angle compris généralement entre 0 et 45 degrés avec l'horizontale. Avec cette méthode, un décollage réussi ne réclame pas beaucoup d'effort. Enfin, lorsque le terrain est abrupt, il devient alors possible de simplement tenir le modèle au dessus de sa tête, de l'incliner légèrement, et de le lâcher pour qu'il s'envole.
- Les planeurs intermédiaires pour pilotes confirmés, qui peuvent être maquette ou semi maquette, d'une envergure de 2,50 à 3,50 m, ils peuvent être équipés d'aérofreins ou de volets de courbures pour améliorer leurs performances selon les plages de vitesses.
- Les grandes plumes, ce sont souvent des maquettes de planeurs rétros ou modernes d'une envergure qui dépassent les 4 mètres, certains pouvant aller jusque 6 ou 7 mètres.
- Les planeurs de compétition : 
  - Les planeurs de compétition pour le vol thermique de durée, vitesse, distance treuillés au treuil électrique(F3B)
  - Les planeurs de compétition vol thermique de durée treuillés à la course(F3J).
  - Les planeurs de compétition vol thermique de durée lancés à la main (F3K). Les courses F3K sont divisées en différentes tâches elles-mêmes constituées de sous taches où le pilote est par exemple amené à faire décoller plusieurs fois son modèle dans le but de réaliser le plus long temps de vol. Les planeurs pour F3K sont parmi les plus légers. Ils sont typiquement conçu en fibre de carbone, fibre de verre ou en kevlar. Les avancées scientifiques dans les matériaux et les équipements radios ont permis d'améliorer significativement les performances de ces planeurs. En effet, dans ces modèles, le poids de chaque composant doit rester minimal. Certaines techniques existent pour minimiser encore plus le poids du modèle en enlevant la protection plastique du récepteur radio ou en volant avec un modèle sans peinture.
  - Les planeurs de compétition vol de pente (F3F). Dans les courses types F3F, le pilote est chronométré pour effectuer un 1000 mètres décomposé en 10 bases de 100 mètres. Le pilote le plus rapide reçoit 1000 point pour le round et les autres pilotes gagnent une fraction de ce score déterminé par le ratio de leur temps avec le meilleur temps.
  - Les planeurs de compétition avec planeur remorqué, épreuves de durée et de vitesse (F3I)
  - Les planeurs de concours de maquettes
  - Les moto planeurs électriques (F5B) : une catégorie à part, entre planeurs et avions : les motoplaneurs électriques, dont la mise en altitude est effectuée avec un moteur électrique, le vol se poursuivant en plané. 2 épreuves : vitesse entre deux bases espacées de 150 m et durée avec atterrissage sur cible, le tout dans un même vol.